# Leon Cort
Leon Terence Anthony Cort (ur. 11 września 1978 w Londynie) – gujański piłkarz pochodzenia angielskiego występujący na pozycji środkowego obrońcy w Charlton Athletic.
Jest bratem Carla, byłego zawodnika Newcastle United.

## Kariera
Karierę piłkarską Cort rozpoczynał w zespole Dulwich Hamlet. W 1998 roku trafił do Millwall. W grudniu 2000 roku został wypożyczony do Forest Green Rovers, gdzie do 18 marca 2001 roku rozegrał 12 spotkań, a zadebiutował 16 grudnia w meczu ze Stevenage Borough. Pod koniec marca Cort został wypożyczony właśnie do tego zespołu. Spędził tam ponad jeden miesiąc. W tym czasie zagrał w dziewięciu meczach.
W lipcu 2001 roku podpisał kontrakt z Southend United. W klubie tym zadebiutował 11 sierpnia tego samego roku w meczu Football League Two z Darlington. 26 grudnia w wygranym 4:2 meczu z Rushden & Diamonds Cort zdobył swoją pierwszą bramkę dla Southend. Cały sezon 2001/2002 zakończył z 51 występami. W kolejnych dwóch sezonach dalej był podstawowym zawodnikiem swojego klubu. Łącznie do 2004 roku w Southend United Cort wystąpił 161 razy.
W czerwcu 2004 roku podpisał kontrakt z Hull City. W barwach tego zespołu po raz pierwszy wystąpił 7 sierpnia w meczu z Bournemouth. 18 września w zremisowanym 2:2 spotkaniu z Wrexham zdobył swoją pierwszą bramkę dla Hull.